# Hermano y hermana (película)
Hermano y hermana (あにいもうと Ani imōto?) es una película dramática japonesa de 1953 dirigida por Mikio Naruse. La película está basada en el cuento Ani imōto de Saisei Murō.

## Sinopsis
Mon, la hija mayor de una familia rural, regresa a su casa en Tokio embarazada después de una aventura con el estudiante universitario Kobata. Sus padres temen un escándalo que podría amenazar las perspectivas de matrimonio de su hermana menor San. Además, Mon, como sugiere la película, apoya la educación de San mediante la prostitución, ya que el negocio del padre tuvo que cerrar y la madre apenas logra financiar a la familia administrando una pequeña tienda. El malhumorado hermano mayor, Inokichi, decide asumir el papel de un disciplinario, primero golpeando a Kobata cuando visita a la familia para disculparse, y luego a Mon. Aun así, Mon lo perdona y regresa a la capital.

## Reparto
- Machiko Kyō como Mon
- Masayuki Mori como Inokichi;
- Yoshiko Kuga como San;
- Eiji Funakoshi como Kobata;
- Kumeko Urabe como Riki, la madre;
- Reizaburō Yamamoto como Akaza, el padre.

## Recepción
El estudioso del cine Alexander Jacoby calificó a Hermano y hermana como una «película inusualmente brutal en la que las tensiones emocionales [...] explotan en violencia física.» El historiador de cine Donald Richie objetó que al «intentar pasar del realismo al naturalismo, Naruse ocasionalmente tiene la culpa de manipular a sus personajes de manera demasiado obvia.» Keith Uhlich de Slant Magazine le dio a la película 3,5 de 4 estrellas por mostrar la «considerable habilidad de Naruse para retratar la dinámica del hogar.»

## Fuente literaria
Publicado por primera vez en 1934, el cuento Ani imōto de Saisei Murō ganó el premio Bungei Konwakai. Había sido adaptado para la pantalla por primera vez en 1936 por Sotoji Kimura y nuevamente en 1976 por Tadashi Imai.